# غاريقون أغبس
غاريقون أغبس (الاسم العلمي: Agaricus fuscovelatus ) هو نوع الفطريات يتبع جنس الغاريقون من الفصيلة الغاريقونية.